# Dietmar Hogrefe
Dietmar Hogrefe (Varel, 25 de agosto de 1962) es un jinete alemán que compitió en la modalidad de concurso completo.
Participó en los Juegos Olímpicos de Los Ángeles 1984, obteniendo una medalla de bronce en la prueba por equipos (junto con Bettina Overesch, Burkhard Tesdorpf y Claus Erhorn). Ganó una medalla de plata en el Campeonato Mundial de Concurso Completo de 1982, en la misma prueba.

## Palmarés internacional
| Juegos Olímpicos   | Juegos Olímpicos             | Juegos Olímpicos  | Juegos Olímpicos |
| Año                | Lugar                        | Medalla           | Categoría        |
| ------------------ | ---------------------------- | ----------------- | ---------------- |
| 1984               | Los Ángeles (Estados Unidos) | Medalla de bronce | Por equipos      |
| Campeonato Mundial |                              |                   |                  |
| Año                | Lugar                        | Medalla           | Categoría        |
| 1982               | Luhmühlen (RFA)              | Medalla de plata  | Por equipos      |